# Soledad Etla
Soledad Etla là một đô thị thuộc bang Oaxaca, Mexico. Năm 2005, dân số của đô thị này là 4187 người.